# Нижненагольная
Нижненагольная — слобода в Миллеровском районе Ростовской области. Входит в состав Волошинского сельского поселения.

## География
Слобода расположена в низовье реки Нагольная. Нагольная — река, приток реки Полной (бассейн реки Деркул).

### Улицы
| - ул. Антоновская, - ул. Береговая, - ул. Дружбы Народов, - ул. Заречная, - ул. Мира, | - ул. Молодёжная, - ул. Набережная, - ул. Российская, - ул. Садовая. |

## История

### До Октябрьской революции
Слобода Нижненагольная при реке Нагольной, в 70 верстах от окружной станицы. Из журнала Войсковой Канцелярии за 1764 год известно, что вдова Прасковья Машлыкина просила позволения занять в «Пятироссошей» хутора. Название «Пятироссошь» происходит от старославянского «россошь» — рассоха, развилка реки. Значит «Пятироссошь» развилка пяти рек. Из клировых ведомостей (1801) известно, что в это время на реке Нагольной, в 15 верстах от слободы Машлыкиной, был хутор жены подполковника Евдокии Машлыкиной, в котором дворов – 18, жителей – 66 м. п. и 56 ж. п. В 1819–1822 годах в посёлке Нижний Машлыкин – 30 дворов, жителей 95 м. п. и 95 ж. п. [5. Л. 10]. В списке 1859 года значится посёлок Нижне-Наголинский (Машлыкин) [3. С. 324].

### После революции
Нижне-Нагольненский (Нижне-Наголинский, Нижне-Нагольский, Нижне-Нагольный) сельсовет был образован в 1923 году. На этот год сельсовет находился в составе Воломинской волости Донецкого округа, затем:
- в 1925—1926 годах — Мальчевско-Полненский район Донецкого округа;
- апрель 1927 года — Миллеровский район Донецкого округа;
- август 1930—1931 год — Миллеровский район;
- с декабря 1933 года — Мальчевский район Северной области;
- с июля 1934 года — Мальчевский район Северо-Донского округа;
- с 28 декабря 1934 года — Волошинский район Северо-Донского округа;
- с 13 сентября 1937 года — Волошинский район Ростовской области.

В последующие годы сельсовет снова переходил в Мальчевский или Миллеровский район Ростовской области. На 1988 год в состав сельсовета входил один населенный пункт — Нижненагольная слобода.

## Фотогалерея

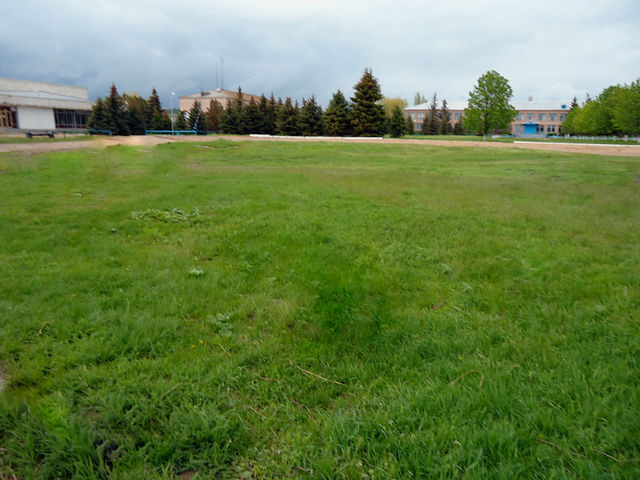
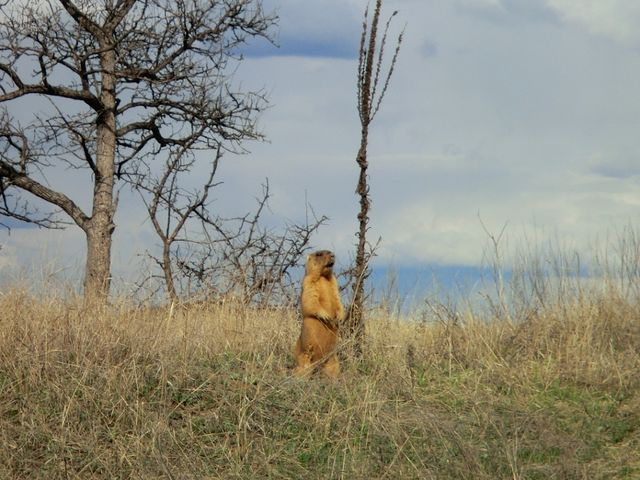
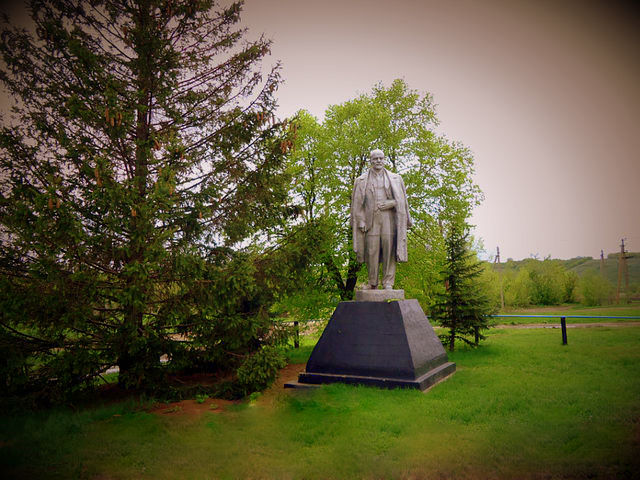
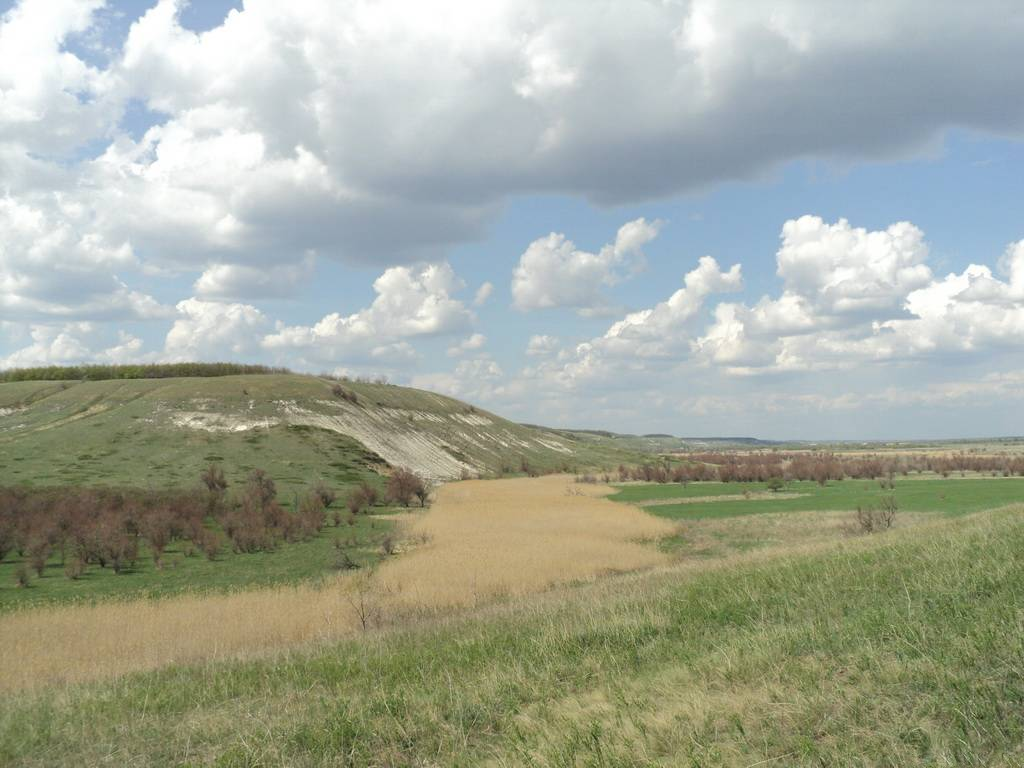

## Население
| 2010 |
| ---- |
| 757  |